# جورج الحسن (بازیکن فوتبال، زاده ۱۹۵۵)
جورج الحسن (انگلیسی: George Alhassan؛ زادهٔ ۱۱ نوامبر ۱۹۵۵) بازیکن فوتبال اهل غنا بود.
از باشگاه‌هایی که در آن بازی کرده است می‌توان به باشگاه فوتبال اولسان اچ‌دی اشاره کرد.
وی همچنین در تیم ملی فوتبال غنا بازی کرده است.